# Andreas Büchert
Andreas Büchert (* 6. Oktober 1986 in Trier) ist ein ehemaliger deutscher Basketballspieler. Der 2,06 große Centerspieler stand während seiner Karriere unter anderem im Kader der Bundesligisten Eisbären Bremerhaven, Phoenix Hagen sowie Gießen 46ers.

## Karriere
Büchert verließ 2005 seine Heimatstadt Trier wechselte ans Tallahassee Community College im US-Bundesstaat Florida. 2007 ging er von Florida nach South Carolina an die Winthrop University aus der ersten Division der NCAA. Zwischen 2007 und 2010 bestritt er 65 Spiele für Winthrop, in der Saison 2008/09 setzte er wegen einer Knieverletzung aus. In seiner letzten Saison in den USA erzielte er 2009/10 pro Spiel 5,7 Punkte sowie 6,5 Rebounds. Letzteres war Mannschaftsbestwert.
Büchert kehrte in sein Heimatland zurück und absolvierte in der Saison 2010/11 für die Eisbären Bremerhaven zwei Partien in der Basketball-Bundesliga, ehe er innerhalb der Spielklasse wechselte und von Phoenix Hagen verpflichtet wurde. Zur Saison 2011/12 entschloss er sich, ein Angebot aus der 2. Bundesliga ProA anzunehmen und verstärkte Erdgas Ehingen/Urspringschule. Dort war Büchert Stammspieler und empfahl sich für eine Rückkehr in die Bundesliga. Im Juli 2012 wurde er von den Gießen 46ers unter Vertrag genommen. Er wurde während der Saison 2012/13 28 Mal in der Bundesliga eingesetzt und erzielte für den Traditionsverein pro Spiel im Durchschnitt 5,9 Punkte und 3,4 Rebounds. Er verließ Gießen nach einer Saison und wurde im Dezember 2013 vom Zweitligisten BG Karlsruhe unter Vertrag genommen. Für die BG spielte Büchert bis zum Ende der Saison 2013/14. 